# Tiberio Antunes
Tiberio Antunes – portugalski rugbysta, jednokrotny reprezentant Portugalii w rugby union mężczyzn. Jego jedynym meczem w reprezentacji było spotkanie z Hiszpanią, które zostało rozegrane 20 grudnia 1970 w Madrycie.